# Sciltian Gastaldi
Sciltian Gastaldi (Roma, 23 aprile 1974) è uno scrittore, giornalista e insegnante italiano.

## Biografia
Figlio di Ernesto Gastaldi, nasce a Roma nel 1974. Laureato in Scienze Politiche all'Università "La Sapienza", in Storia all'Università di Bologna e all'Istituto per la Formazione al Giornalismo (IFG Urbino), si è addottorato in italianistica presso la University of Toronto, in Canada, dove è stato anche formatore di insegnanti universitari per il Centre for Teaching Support and Innovation.
In Italia è professore di ruolo di Storia e Filosofia per i licei. È abilitato come "IGCSE and IB Teacher in Social Sciences" e ha lavorato presso la Rome International School.
L'esordio letterario è del giugno 2004 con il racconto A Family, all'interno dell'antologia Men on Men Volume 3, diretta da Daniele Scalise per le edizioni Arnoldo Mondadori Editore. Nel settembre dello stesso anno pubblica il saggio di storia politica statunitense Fuori i rossi da Hollywood! Il maccartismo e il cinema americano (Lindau). Del novembre 2004 è il suo libro più famoso, il romanzo di formazione Angeli da un'ala soltanto (peQuod), che prende in prestito una celebre frase di Luciano De Crescenzo e gli fa ottenere un certo successo di pubblico e di critica. Il romanzo ottiene il riconoscimento di Miglior libro dell'anno 2005 al Premio internazionale per l'imprenditoria gay ed entra in finale al Premio Tondelli Editi 2006, dove era già stato menzionato nel 1999 nella categoria inediti.
Nel 2005, assieme al coautore Federico D'Agostino, pubblica il libello di studi culturali Gay: diritti e pregiudizi. Dialogo 'galileiano' contro le tesi dei nuovi clericali (Nutrimenti). 
Nel 2006 torna sul filone del maccartismo, con il saggio di storia politica Assalto all'informazione. Il maccartismo e la stampa americana (Effepi Libri).
Il suo secondo libro di narrativa esce nel 2009 ed è il novelliere Coppie; finalista al Premio Tondelli Editi 2009. Il terzo libro di narrativa è il romanzo umoristico Tutta colpa di Miguel Bosé ed esce a fine 2010 per le Edizioni Fazi. Il romanzo ha anche avuto una trasposizione teatrale a cura di Fabio Canino. Del 2014 è il suo quarto romanzo, Anelli di fumo, pubblicato dalla Transeuropa Edizioni, e premiato nel 2022 come il miglior romanzo LGBTQ+ dell'anno 2014. Nel 2018 è uscito, sul tema dei Memory studies e dei postmemoriali, Era mio padre. Italian Terrorism of the Anni di Piombo in the Postmemorials of Victims' Relatives (Peter Lang), di cui Gastaldi è curatore e autore insieme a David M. Ward.
Nel 2020 Gastaldi firma Lo so f@re. Guida all'apprendimento e all'insegnamento (anche) a distanza (Mondatori Università), un manuale sulla didattica mista, con vari consigli di pedagogia, didattica e idee di politica scolastica.
Un anno più tardi Gastaldi pubblica un saggio di critica letteraria intitolato Tondelli: scrittore totale. Il racconto degli anni Ottanta fra impegno, camp e controcultura gay (Pendragon Edizioni), nel quale smantella l'interpretazione canonica della critica cattolica sull'autore correggese, rifacendosi ad una prospettiva queer e operandovi un'interessante disamina camp sull'opera tondelliana. Nel 2022 la Pendragon di Bologna pubblica la terza edizione del romanzo Angeli da un'ala soltanto, con in copertina un'illustrazione di Rosanna Mezzanotte che richiama la foto della copertina originale Pequod.
Come giornalista, ha ottenuto il Premio Erich Fromm 2001 e la Borsa Mario Formenton 2002. Collabora o ha collaborato con testate italiane e straniere quali: Diario, Internazionale, D - La Repubblica delle donne, Il Corriere Canadese, Aut, Donna, Il Mucchio Selvaggio, PanoramItalia, The Village Voice, Il Fatto Quotidiano, l'Espresso', Linkiesta, Il RIformista.
Su internet, ha prodotto una ricerca sul sito dell'Istituto per la formazione al giornalismo di Urbino intitolata Manga e anime: una forma d'arte.

## Opere
- 2004: "A Family", racconto in Men on Men volume 3 (Mondadori)
- 2004: Fuori i rossi da Hollywood! (Lindau, Le Vele)
- 2004: Angeli da un'ala soltanto, prima edizione con copertina di Gina van Hoof (Pequod)
- 2005: Gay: diritti e pregiudizi (Nutrimenti)
- 2006: Assalto all'informazione  (Effepi)
- 2008: Angeli da un'ala soltanto, nuova edizione con copertina di Mirta Lispi (Leaf River Publishing)
- 2009: Coppie  (Leaf River Publishing)
- 2010: Tutta colpa di Miguel Bosé  (Fazi)
- 2013: Fuori i rossi da Hollywood! (Lindau, I Quarzi)
- 2014: Anelli di fumo (Transeuropa)
- 2018: Era mio padre. Italian Terrorism of the Anni di Piombo in the Postmemorials of Victims' Relatives (Peter Lang, Italian Modernities)
- 2020: Lo so f@re! Guida all'apprendimento misto e all'insegnamento (anche) a distanza (Mondadori Università)
- 2021: Tondelli: scrittore totale. Il racconto degli anni Ottanta fra impegno, camp e controcultura gay (Pendragon Edizioni)
- 2022: Angeli da un'ala soltanto. Romanzo di formazione. (Pendragon Edizioni)

## Premi
- 2001 Premio Erich Fromm per il giornalismo emergente.
- 2002 Borsa Mario Formenton per il giornalismo under 30.
- 2005 Premio internazionale per l'imprenditoria gay - Miglior libro dell'anno.[11]
- 2006-2011 University of Toronto Fellowship per la ricerca accademica.
- 2008 Italian Canadian Immigrant Graduate Fellowship in Italian Studies per la ricerca accademica.
- 2008 Milton A. Buchanan Fellowship in Italian per la ricerca accademica.
- 2011 Lucile Wakelin Dunlevie Graduate Award in Italian Studies per la ricerca accademica.
- 2022 Rainbow Awards Archiviato il 3 dicembre 2022 in Internet Archive. - Premio internazionale "Roma per i diritti LGBTQ+" per il romanzo Anelli di fumo (2014).